# Lieferverkehr

Zusatzzeichen für Verkehrszeichen in Deutschland

Lieferverkehr ist im Straßenverkehrsrecht ein gewerblicher Verkehr zum Abtransport und Lieferung von Gütern, der mitunter von Streckensperrungen für Fahrzeuge ausgenommen ist, wenn sein Ziel oder Ursprung auf dieser Strecke liegt.
In Fußgängerzonen kann beispielsweise zu bestimmten Tageszeiten Lieferverkehr freigestellt sein. Der Unterschied zu einem freigestellten Anliegerverkehr ist die Eingrenzung des Zwecks. 